# 獄彩色
『獄彩色』(原題：Chaos & Colour)は2023年に発売されたユーライア・ヒープのスタジオ・アルバムである。

## 概要
『桃源郷』（2018年）以来4年半振りに発売されたスタジオ・アルバムである。
日本盤ボーナストラック1曲収録、奥野高久（BURRN!）による解説付。

## 収録曲
| #         | タイトル                                                                            | 作詞・作曲                                | 時間  |
| --------- | ----------------------------------------------------------------------------------- | ----------------------------------------- | ----- |
| 1.        | 「セイヴ・ミー・トゥナイト - Save Me Tonight」                                      | デイヴ・リマー、ジェフ・スコット・ソート  | 3:30  |
| 2.        | 「銀色の陽光 - Silver Sunlight」                                                    | ミック・ボックス、フィル・ランゾン        | 4:31  |
| 3.        | 「暁光讃歌 - Hail the Sunrise」                                                     | ラッセル・ギルブック、サイモン・J・ピント | 4:23  |
| 4.        | 「変遷の時 - Age of Changes」                                                       | ボックス、ランゾン                        | 5:49  |
| 5.        | 「颱風 - Hurricane」                                                                | ギルブック、ピント                        | 4:49  |
| 6.        | 「一つの国家、一つの太陽 - One Nation, One Sun」                                    | ボックス、ランゾン                        | 7:35  |
| 7.        | 「金色の導き - Golden Light」                                                       | ボックス、ランゾン                        | 5:08  |
| 8.        | 「ネヴァー・ビー・アローン - You'll Never Be Alone」                                | ギルブック、ピント                        | 7:57  |
| 9.        | 「鷲の如く翔けろ - Fly Like an Eagle」                                              | ギルブック、ピント                        | 3:48  |
| 10.       | 「解放志願 - Freedom to Be Free」                                                   | ボックス、ランゾン                        | 8:11  |
| 11.       | 「理想への活路 - Closer to Your Dreams」                                            | ボックス、ランゾン                        | 3:37  |
| 12.       | 「セイヴ・ミー・トゥナイト(デモ) - Save Me Tonight (Demo)」(日本盤ボーナストラック) | リマー、ソート                            | 5:07  |
| 合計時間: | 合計時間:                                                                           | 合計時間:                                 | 64:25 |

## 演奏
- バーニー・ショウ - ボーカル
- ミック・ボックス - ギター
- デイヴ・リマー - ベース
- ラッセル・ギルブルック - ドラムス
- フィル・ランゾン - キーボード

- ジェフ・スコット・ソート - ボーカル(#12のみ)
- リッチー・フォークナー - ギター(#12のみ)
- ブルーノ・アグラ - ドラムス(#12のみ)